# ویرجینیا کاپرس
ویرجینیا کاپرس (انگلیسی: Virginia Capers; ۲۲ سپتامبر ۱۹۲۵ – ۶ مهٔ ۲۰۰۴) هنرپیشه اهل ایالات متحده آمریکا بود.
از فیلم‌ها و برنامه‌های تلویزیونی که وی در آن نقش داشته‌است می‌توان به مرخصی فریس بولر، جیک بزرگ، اسباب‌بازی، امید سفید بزرگ، بتهوون، قسمت دوم، چه ربطی به عشق دارد؟، هاوارد اردکه، پسیفیک پالسیدس و بانو بلوز می‌خواند اشاره کرد.